# Saint-Vaast-en-Chaussée
Saint-Vaast-en-Chaussée is een gemeente in het Franse departement Somme (regio Hauts-de-France) en telt 522 inwoners (2005). De plaats maakt deel uit van het arrondissement Amiens.

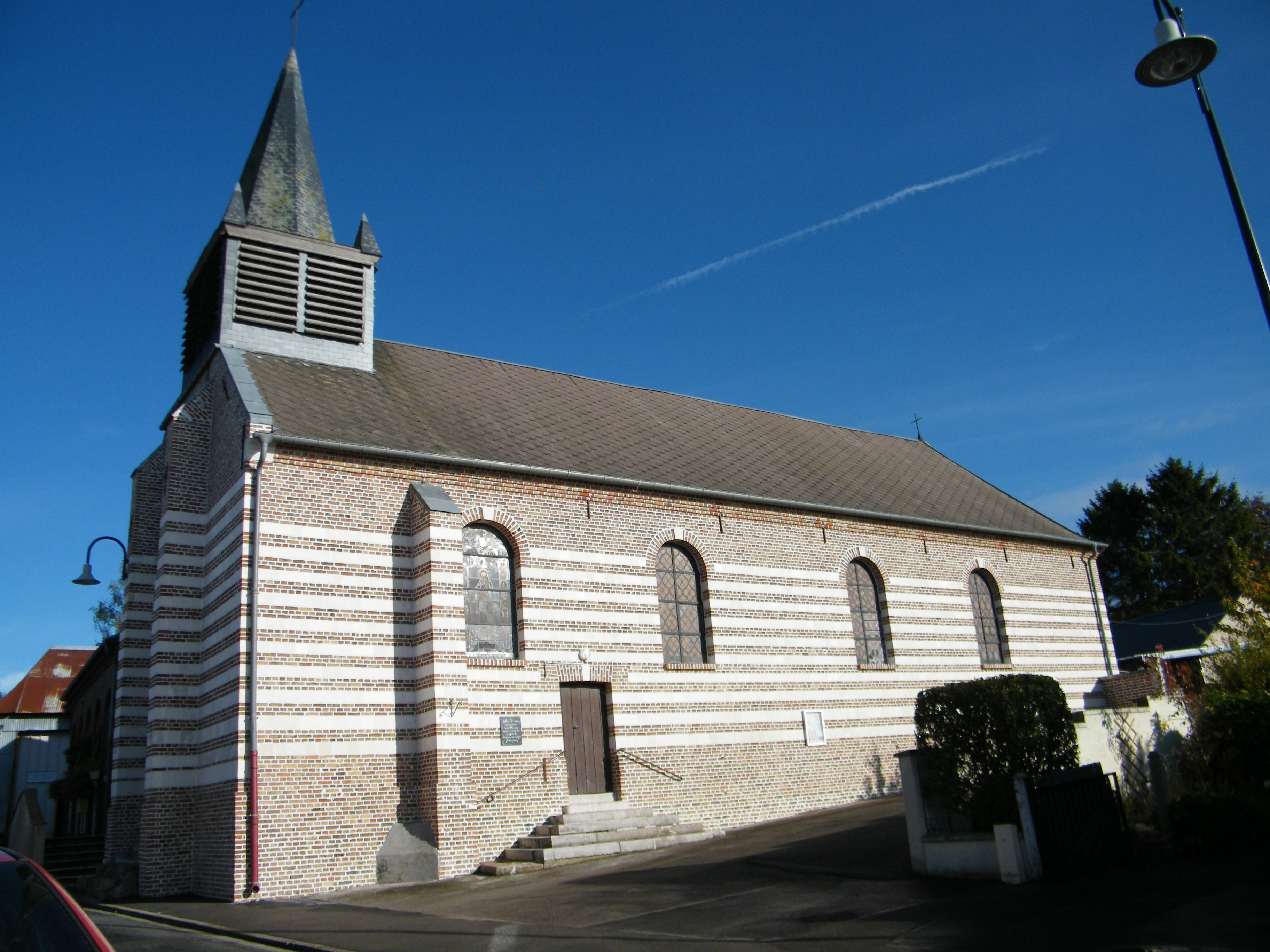
Kerk van Saint-Vaast-en-Chaussée
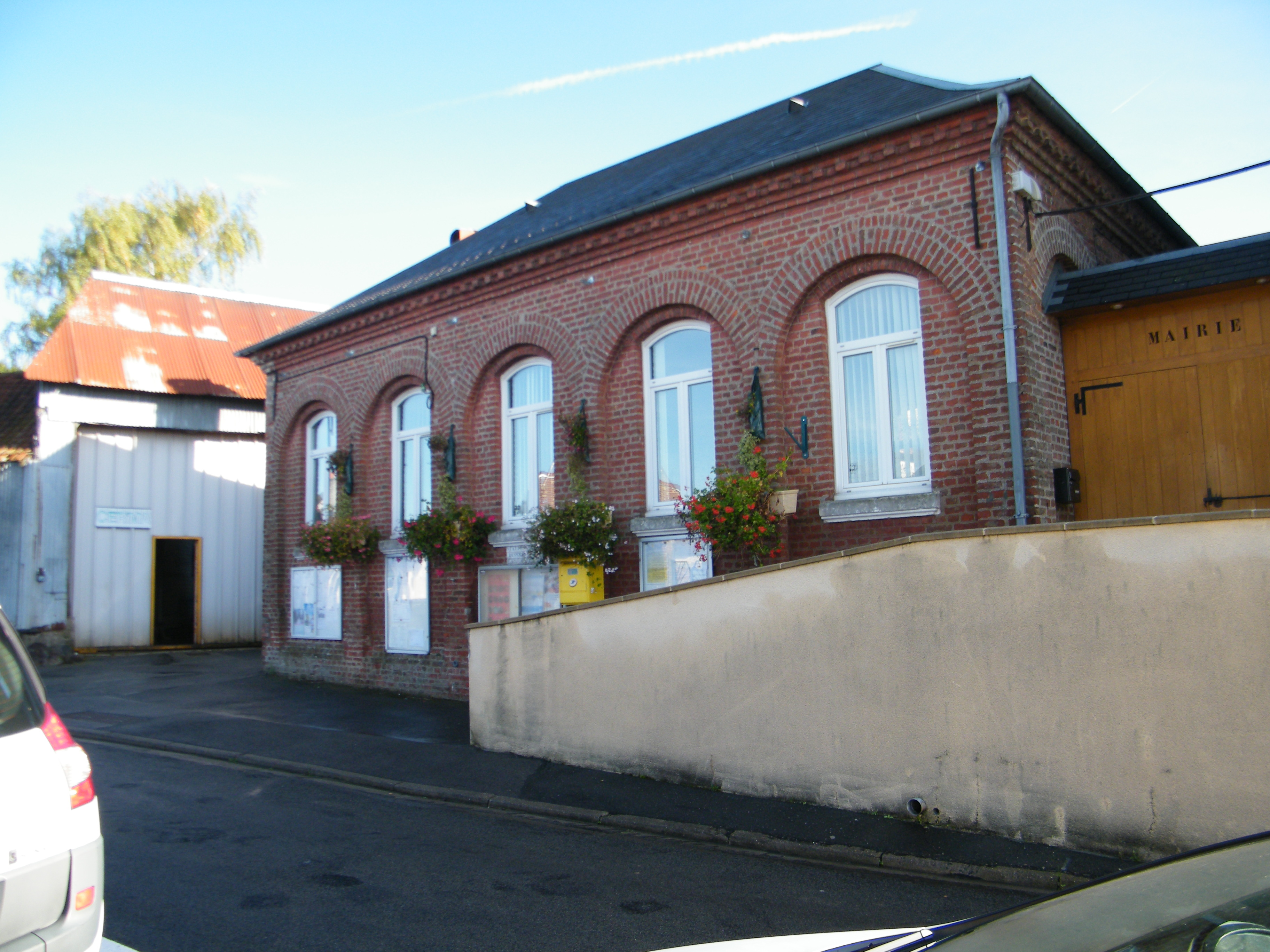
Gemeentehuis

## Geografie
De oppervlakte van Saint-Vaast-en-Chaussée bedraagt 4,7 km², de bevolkingsdichtheid is 111,1 inwoners per km².
De onderstaande kaart toont de ligging van Saint-Vaast-en-Chaussée met de belangrijkste infrastructuur en aangrenzende gemeenten.

## Demografie
Onderstaande figuur toont het verloop van het inwonertal (bron: INSEE-tellingen).

1. ↑  Populations de référence 2022.